# Charles W. Scharf
Charles W. Scharf, född 24 april 1965 i New York i New York, är en amerikansk företagsledare som är president och VD för det amerikanska bankkoncernen Wells Fargo & Company sedan den 21 oktober 2019 när han efterträdde chefsjuristen C. Allen Parker, som var tillförordnad VD efter att Timothy J. Sloan lämnade som VD. Han är också ledamot i koncernstyrelsen för det globala datorteknikföretaget Microsoft Corporation.
Scharf har tidigare arbetat som finansdirektör för Salomon Smith Barney, Citigroups avdelning Global Corporate and Investment Bank och Bank One Corporation. Han blev senare skede befordrad till att vara VD för Bank Ones detaljhandelsavdelning och sen för den finansiella detaljhandelsavdelningen hos J.P. Morgan Chase, efter att Bank One blev fusionerad med J.P. Morgan. Efter det blev Scharf VD för One Equity Partners, en investmentbank som var ägd av J.P. Morgan. Från november 2012 och till december 2016 var han VD för kreditkortföretaget Visa och mellan januari och oktober 2018 var han VD för förvaringsinstitutet Bank of New York Mellon.
Han avlade en filosofie kandidat vid Johns Hopkins University och en master of business administration vid New York University.